# Mitsunori Yoshida
Mitsunori Yoshida (Prefectura d'Aichi, Japó, 8 de març de 1962) és un exfutbolista japonès.

## Selecció japonesa
Mitsunori Yoshida va disputar 35 partits amb la selecció japonesa.